# Titisee-Neustadt
Titisee-Neustadt é uma cidade da Alemanha, no distrito da Brisgóvia-Alta Floresta Negra, na região administrativa de Friburgo, estado de Baden-Württemberg.